# Pleaser USA, Inc.
Pleaser USA, Inc. är en amerikansk tillverkare av skor som bland annat marknadsför följande skomärken: Pleaser, Lucious, Demonia och Devious. Huvudsakligen producerar företaget skor med hög klack samt platåskor av olika slag.